# The Deadfaced Dimension
Albums de Angerfist
Retaliate
(2011)
The Deadfaced Dimension est le quatrième album studio, composé par le producteur et DJ néerlandais Angerfist, commercialisé le 14 novembre 2014. Composé de trois disques et de 42 pistes, il succède à l'album Retaliate commercialisé en 2011.

## Développement
Une tournée promotionnelle de l'album est organisée à l'international, en Amérique du Nord et partout en Europe. Elle débute initialement aux Pays-Bas le 29 novembre 2014 au Brabanthallen,,. Au Portugal, la soirée est organisée le vendredi 27 mars 2015 à Lisbonne. En Suisse, la soirée est organisée le samedi 14 février 2015 en compagnie d'autres DJs tels que Korsakoff, DaY-már et Drokz. Au Canada, la soirée est organisée le 17 janvier 2015 à Québec au Complexe Méduse.

## Liste des pistes

### Disque 1
| 1.      | The Invasion (Intro)                          | 1:11 |
| 2.      | Strange Man In Mask                           | 4:59 |
| 3.      | The Deadfaced Dimension (with MC Nolz)        | 5:12 |
| 4.      | Outta Control (with Evil Activities & E-Life) | 5:46 |
| 5.      | Knock Knock                                   | 4:02 |
| 6.      | Bad Attitude                                  | 4:56 |
| 7.      | Temple Of Disease (Tha Playah Remix)          | 6:33 |
| 8.      | Santiago (avec Miss K8)                       | 4:35 |
| 9.      | Shadowman (with Decipher & Shinra)            | 4:36 |
| 10.     | Street Fighter                                | 5:35 |
| 11.     | Just Like Me (with Tha Playah ft. MC Jeff)    | 5:20 |
| 12.     | Wake Up Fucked Up (with Negative A)           | 4:52 |
| 13.     | Vato (Hardbouncer Remix)                      | 4:14 |
| 14.     | Messing With The Wrong Man                    | 5:23 |
| 1:07:14 |                                               |      |

### Disque 2
| 1.      | From The Blackness                                         | 5:07 |
| 2.      | Necroslave (N-Vitral Remix)                                | 5:35 |
| 3.      | Don't Fuck With Me                                         | 5:30 |
| 4.      | Messenger Of God (with Radical Redemption)                 | 4:52 |
| 5.      | Relinquish (with Lowroller)                                | 5:16 |
| 6.      | Odious (State Of Emergency Remix) (with Outblast)          | 4:20 |
| 7.      | Claim You (with Dyprax)                                    | 4:37 |
| 8.      | Burn This MF Down                                          | 5:01 |
| 9.      | Take U Back (Mad Dog Remix)                                | 5:05 |
| 10.     | Dirty Man (with Tieum)                                     | 4:13 |
| 11.     | Get MF Raw (with MC Jeff)                                  | 5:06 |
| 12.     | Bloodshed (with Unexist ft. Satronica)                     | 4:29 |
| 13.     | Fresh With The Gargle (Partyraiser Remix) (with Crucifier) | 4:46 |
| 14.     | The People Got A Choice (with Drokz)                       | 4:52 |
| 1:08:49 |                                                            |      |

### Disque 3
| 1.      | Mindscape (with Predator)                      | 4:57 |
| 2.      | When You're Gone (with Radical Redemption)     | 5:06 |
| 3.      | Carnival Of Doom (as part of The Supreme Team) | 6:13 |
| 4.      | The Desecrated                                 | 6:16 |
| 5.      | New World Order (with Miss K8)                 | 5:18 |
| 6.      | Pagans (with Lowroller)                        | 5:06 |
| 7.      | Bring The Pain (with Noize Suppressor)         | 5:01 |
| 8.      | Slice Em Up (with Tieum ft. MC Nolz)           | 4:15 |
| 9.      | Immortal (with Hellsystem)                     | 4:32 |
| 10.     | Full Gentle Racket                             | 4:16 |
| 11.     | Reason To Hate (with Radium)                   | 5:30 |
| 12.     | Chaos & Evil (Andy The Core Remix)             | 3:42 |
| 13.     | Inframan (with Dr. Peacock)                    | 6:25 |
| 14.     | Deathmask (Tripped Remix) (with Drokz)         | 5:43 |
| 1:12:20 |                                                |      |

## Accueil
The Deadfaced Dimension est généralement bien accueilli par la presse spécialisée. Harderstyle.com.au note dans sa critique que « The Deadfaced Dimension est un album poussant les limites et les capacités du hardcore, toit en intronisant de nouveaux styles, sons et en solidifiant la puissance du genre lui-même. » Martin van Zeelandt, de Crazy Dutch Man's Blog, lui attribue à l'album une note de quatre étoiles sur cinq notant que « le quatrième album d'Angerfist est de loin le meilleur ! Il mérite vos pennies/cents ! Un excellent cadeau de noël, ou juste un beau cadeau en général. Achetez-le avant qu'il n'y en ait plus ! »
Partyflock lui attribue une note de 80 sur 100 soutenant que « Depuis son premier EP, Angerfist prouve sa notoriété. Angerfist est extrêmement célèbre aux Pays-Bas et Allemagne, grâce aux performances à Masters of Hardcore et Syndicate de Dortmund ». DJ Mag considère l'album comme « un sacré travail dont nous avons l'habitude. »